# Вотога (округ, Північна Кароліна)
36°14′ пн. ш. 81°42′ зх. д. / 36.23° пн. ш. 81.7° зх. д.
Округ  Вотога (англ. Watauga County) — округ (графство) у штаті  Північна Кароліна, США. Ідентифікатор округу 37189.

## Історія
Округ утворений 1849 року.

## Демографія
За даними перепису 
2000 року 
загальне населення округу становило 42695 осіб, зокрема міського населення було 17151, а сільського — 25544.
Серед мешканців округу чоловіків було 21273, а жінок — 21422. В окрузі було 16540 домогосподарств, 9410 родин, які мешкали в 23155 будинках.
Середній розмір родини становив 2,8.
Віковий розподіл населення поданий у таблиці:
| Стать    | До 15 років | 15-21 | 22-29 | 30-39 | 40-49 | 50-65 | 65-85 | Понад 85 |
| -------- | ----------- | ----- | ----- | ----- | ----- | ----- | ----- | -------- |
| Чоловіки | 2917        | 4782  | 3305  | 2343  | 2758  | 3139  | 1894  | 135      |
| Жінки    | 2768        | 4934  | 2700  | 2332  | 2791  | 3243  | 2255  | 399      |

## Виноски
1. ↑  U.S. Decennial Census. United States Census Bureau. Архів оригіналу за 4 квітня 2018. Процитовано 20 січня 2015.
2. ↑  Historical Census Browser. University of Virginia Library. Архів оригіналу за 11 серпня 2012. Процитовано 20 січня 2015.
3. ↑  Forstall, Richard L., ред. (27 березня 1995). Population of Counties by Decennial Census: 1900 to 1990. United States Census Bureau. Архів оригіналу за 3 березня 2015. Процитовано 20 січня 2015.
4. ↑  Census 2000 PHC-T-4. Ranking Tables for Counties: 1990 and 2000 (PDF). United States Census Bureau. 2 квітня 2001. Архів оригіналу (PDF) за 18 грудня 2014. Процитовано 20 січня 2015.
5. ↑  State & County QuickFacts. United States Census Bureau. Архів оригіналу за 17 лютого 2016. Процитовано 30 жовтня 2013.(англ.) Наведено за англійською вікіпедією.
6. ↑  American FactFinder. Бюро перепису населення США. Архів оригіналу за 26 лютого 2012. Процитовано 31 січня 2008.

| США | Це незавершена стаття з географії США. Ви можете допомогти проєкту, виправивши або дописавши її. |